# Cava (Écosse)
Pour les articles homonymes, voir Cava.
Cava est une île inhabitée du Royaume-Uni située en Écosse, dans les Orcades, au nord-est de Hoy.

## Géographie
Cava est entourée par Rysa Little et Hoy au sud-ouest, Fara au sud, Flotta et Calf of Flotta au sud-est, Barrel of Butter à l'est ainsi que Mainland et Holm of Houton au nord. L'île est baignée par le Scapa Flow, une baie des Orcades, et se trouve à la sortie sud-est du Bring Deeps, un détroit séparant Hoy de Mainland. Elle comporte un phare à son extrémité septentrionale, au bout d'une petite presqu'île. Son point culminant s'élève à 38 mètres d'altitude. Ses côtes rocheuses ne permettent pas un accostage aisé.

## Histoire
Au XVIIIe siècle, un pirate des Orcades a effectué une razzia sur Calva, alors habitée, d'où il est reparti avec trois jeunes femmes. Ses derniers habitants quittent l'île au cours du XXe siècle.